# Parafluron
Parafluron ist eine chemische Verbindung aus der Gruppe der Phenylharnstoffe, die als Herbizid eingesetzt wird.
Von Fluometuron unterscheidet es sich nur durch die Stellung der Trifluormethylgruppe.

## Verwendung
Parafluron wird als Breitband-Herbizid gegen breitblättrige Unkräuter eingesetzt. Typische Anwendungsgebiete sind Getreidekulturen und andere Nutzpflanzen, wobei Parafluron das Wachstum unerwünschter Pflanzen hemmt und so den Ertrag der Nutzpflanze schützt.
Weder in der EU noch in UK gibt es eine Zulassung.